# Servílio
Servílio de Jesus, detto Servílio (São Félix, 15 febbraio 1915 – San Paolo, 10 aprile 1984), è stato un calciatore brasiliano, di ruolo attaccante.

## Caratteristiche tecniche
Giocava come attaccante, sebbene inizialmente avesse ricoperto il ruolo di centrocampista di fascia destra; ricevette il soprannome di bailarino.

## Carriera

### Club
Scoperto dal Corinthians durante la sua militanza nel Galícia, vi si trasferì a ventitré anni già compiuti e vi svolse una parte più importante della sua carriera, diventando campione statale per tre volte e marcando oltre duecento reti. Le sue abilità realizzative gli permisero di arrivare per tre volte in cima alla classifica marcatori del torneo paulista, diventando il sesto miglior marcatore della storia societaria. Lasciato il club, chiuse la carriera nell'Ypiranga.

### Nazionale
La sua carriera in Nazionale fu breve quanto significativa: partecipò a due edizioni del Campeonato Sudamericano de Football, vincendone una (Uruguay 1942), totalizzando sette presenze e una rete segnata.

## Palmarès

### Club

#### Competizioni nazionali
- Campionato paulista: 3

Corinthians: 1938, 1939, 1941

### Nazionale
- Campeonato Sudamericano de Football: 1

Uruguay 1942

### Individuale
- Capocannoniere del Campionato Paulista: 3

1945 (17 gol), 1946 (19 gol), 1947 (19 gol)